# Demografie van Europa

Groei en afname van de bevolking in de Europese landen in 2009

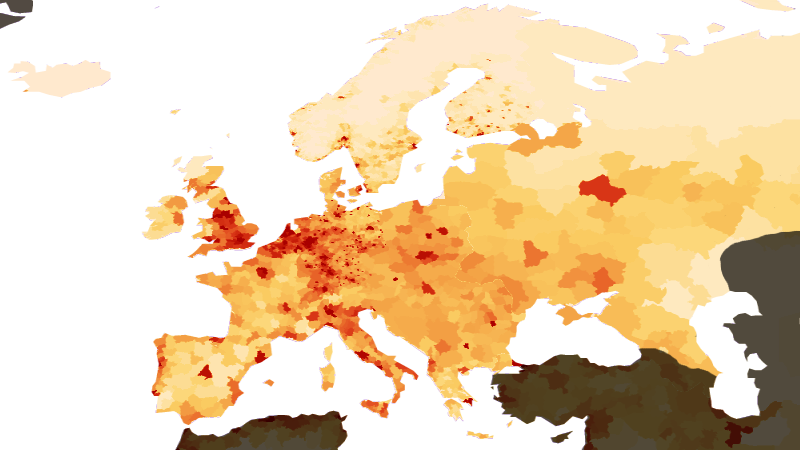
Bevolkingsdichtheid in Europa

De demografie van Europa is zowel in historisch als in cultureel opzicht een zeer belangrijk gegeven. Sinds de renaissance heeft Europa wereldwijd een grote invloed gehad op het gebied van cultuur, economie en sociale betrekkingen.
De bevolkingsgroei is in Europa momenteel  tamelijk laag in vergelijking met de bevolkingsgroei in andere werelddelen. De Europese bevolkingspiramide laat bovendien zien dat de gemiddelde leeftijd in Europa in vergelijking met andere werelddelen tamelijk hoog ligt. Er is in Europa dus zowel sprake van een laag geboortecijfer als van een hoge mate van vergrijzing. Migratie op grond van religie en economie en etnische betrekkingen zijn andere factoren die altijd een belangrijke rol hebben gespeeld.

## Statistieken
In 2005 telde Europa in totaal 731 miljoen inwoners volgens de Verenigde Naties. In 2009 werd dit aantal geschat op 830,4 miljoen, iets meer dan 12% van de totale wereldbevolking. Volgens een andere definitie, waarbij de voor het grootste deel in Azië gelegen landen Rusland en Turkije in hun geheel zijn inbegrepen, is het totale bevolkingsaantal in zijn geheel 831,4 miljoen.
In 2008 telde de Europese Unie in totaal 499 miljoen inwoners. De transcontinentaal gelegen landen Turkije, Rusland, Kazachstan, Georgië en Azerbeidzjan hebben een gezamenlijke bevolking van 240 miljoen, waarvan ongeveer de helft in Europa woont
Binnen Europa zelf hebben Noord- en West-Europa in de twintigste eeuw een sterkere bevolkingsgroei gekend dan Zuid- en Oost-Europa; in Rusland is de bevolking sinds 1991 zelfs afgenomen van 147 tot 142 miljoen, maar de verwachting is dat dit aantal in de toekomst weer zal gaan stijgen. In Turkije, Ierland en Albanië was sprake van een snelle bevolkingstoename, maar door de slechtere economische vooruitzichten is de Albanese bevolking weer gaan dalen.
Aan het begin van de 20e eeuw woonde 25% van de totale wereldbevolking in Europa. Sindsdien is het aantal inwoners van Europa blijven groeien, maar in een veel langzamer tempo vergeleken met de bevolking van Azië en Afrika. Indien deze trend zich doorzet, zal in 2050 nog slechts 7% van de totale wereldbevolking in Europa wonen. Dat zijn dan ongeveer 690.000.000 mensen. Er zijn ook een hoge en een lage variant van de bevolkingsontwikkeling in Europa. Bij de hoge variant zal de bevolking van Europa toenemen tot 782.000.000 mensen, en bij de lage variant zal de bevolking afnemen tot 610.000.000 mensen in 2050.

### Bevolking per land
| Åland (Finland)                                                                             | 1.551      | 26.008      | 16,8   | 30.344      | 19,6   |
| Albanië                                                                                     | 28.748     | 3.600.523   | 125,2  | 2.811.670   | 97,8   |
| Andorra                                                                                     | 468        | 82.403      | 176,1  | 79.030      | 168,9  |
| Armenië                                                                                     | 29.800     | 3.029.900   | 101,7  | 2.790.970   | 93,7   |
| Azerbeidzjan                                                                                | 86.600     | 8.521.000   | 98,4   | 10.137.750  | 117,1  |
| België                                                                                      | 30.510     | 10.574.595  | 346,6  | 11.592.950  | 380,0  |
| Bosnië en Herzegovina                                                                       | 51.129     | 4.048.500   | 79,2   | 3.270.940   | 64,0   |
| Bulgarije                                                                                   | 110.910    | 7.621.337   | 68,7   | 6.877.740   | 62,0   |
| Cyprus                                                                                      | 9.251      | 863.457     | 93,3   | 1.244.190   | 134,5  |
| Denemarken                                                                                  | 43.094     | 5.568.854   | 129,2  | 5.856.730   | 135,9  |
| Duitsland                                                                                   | 357.021    | 82.551.851  | 231,2  | 83.196.080  | 233,0  |
| Estland                                                                                     | 45.226     | 1.315.681   | 29,1   | 1.330.930   | 29,4   |
| Faeröer (Denemarken)                                                                        | 1.399      | 46.011      | 32,9   | 52.890      | 37,8   |
| Finland                                                                                     | 336.593    | 5.357.537   | 15,9   | 5.541.020   | 16,5   |
| Frankrijk                                                                                   | 547.030    | 65.165.983  | 119,1  | 67.749.630  | 123,8  |
| Georgië                                                                                     | 69.700     | 4.461.473   | 64,0   | 4.008.610   | 57,5   |
| Gibraltar (V.K.)                                                                            | 5,9        | 27.714      | 4.697  | 32.670      | 5.537  |
| Griekenland                                                                                 | 131.940    | 11.245.343  | 85,2   | 10.641.220  | 80,7   |
| Guernsey                                                                                    | 78         | 64.587      | 828,0  | 63.463      | 813,6  |
| Hongarije                                                                                   | 93.030     | 10.075.034  | 108,3  | 9.709.890   | 104,3  |
| Ierland                                                                                     | 70.280     | 4.434.925   | 63,1   | 5.033.160   | 71,6   |
| Italië                                                                                      | 301.230    | 60.051.711  | 199,4  | 59.109.670  | 196,2  |
| Jersey                                                                                      | 116        | 89.775      | 773,9  | 103.267     | 890,2  |
| Kosovo                                                                                      | 10.887     | -           | -      | 1.786.040   | 164,1  |
| Kroatië                                                                                     | 56.542     | 4.637.460   | 82,0   | 3.899.000   | 69,0   |
| Letland                                                                                     | 64.589     | 2.366.515   | 36,6   | 1.884.490   | 29,2   |
| Liechtenstein                                                                               | 160        | 35.322      | 220,8  | 39.040      | 244,0  |
| Litouwen                                                                                    | 65.200     | 3.401.138   | 52,2   | 2.800.840   | 43,0   |
| Luxemburg                                                                                   | 2.586      | 472.569     | 182,7  | 640.060     | 247,5  |
| Malta                                                                                       | 316        | 408.009     | 1.291  | 518.540     | 1.641  |
| Man                                                                                         | 572        | 73.873      | 129,1  | 84.069      | 147,0  |
| Moldavië                                                                                    | 33.843     | 3.834.547   | 113,3  | 2.615.200   | 77,3   |
| Monaco                                                                                      | 1,95       | 32.087      | 16.455 | 36.690      | 18.815 |
| Montenegro                                                                                  | 13.812     | 598.258     | 43,3   | 619.210     | 44,8   |
| Nederland                                                                                   | 41.526     | 16.518.199  | 397,8  | 17.533.040  | 422,2  |
| Noord-Macedonië                                                                             | 25.333     | 2.054.800   | 81,1   | 2.065.090   | 81,5   |
| Noorwegen                                                                                   | 324.220    | 4.725.116   | 14,6   | 5.408.320   | 16,7   |
| Oekraïne                                                                                    | 603.700    | 45.996.470  | 76,2   | 43.792.860  | 72,5   |
| Oostenrijk                                                                                  | 83.858     | 8.469.929   | 101,0  | 8.955.800   | 106,8  |
| Polen                                                                                       | 312.685    | 38.125.478  | 121,9  | 37.747.120  | 120,7  |
| Portugal                                                                                    | 91.568     | 10.709.995  | 117,0  | 10.325.150  | 112,8  |
| Roemenië                                                                                    | 238.391    | 21.398.181  | 89,8   | 19.119.880  | 80,2   |
| Rusland                                                                                     | 17.075.400 | 141.800.000 | 8,3    | 143.449.290 | 8,4    |
| San Marino                                                                                  | 61         | 31.730      | 520,2  | 33.740      | 553,1  |
| Servië                                                                                      | 77.474     | 9.963.742   | 112,8  | 6.834.330   | 88,2   |
| Slowakije                                                                                   | 48.845     | 5.422.366   | 111,0  | 5.447.250   | 111,5  |
| Slovenië                                                                                    | 20.273     | 2.012.917   | 99,3   | 2.108.080   | 104,0  |
| Spanje                                                                                      | 504.851    | 46.061.274  | 91,2   | 47.415.750  | 93,9   |
| Spitsbergen en Jan Mayen (Noorwegen)                                                        | 62.049     | 2.868       | 0,046  | 2.552       | 0,041  |
| Tsjechië                                                                                    | 78.866     | 10.256.760  | 130,1  | 10.505.770  | 133,2  |
| Turkije                                                                                     | 783.562    | 80.694.485  | 103,0  | 84.775.400  | 108,2  |
| Vaticaanstad                                                                                | 0,44       | 900         | 2.045  | 453         | 1.030  |
| Verenigd Koninkrijk                                                                         | 244.820    | 61.600.835  | 251,6  | 67.326.570  | 275,0  |
| Wit-Rusland                                                                                 | 207.600    | 9.735.382   | 46,9   | 9.340.310   | 45,0   |
| IJsland                                                                                     | 103.000    | 304.261     | 3,0    | 372.520     | 3,6    |
| Zweden                                                                                      | 449.964    | 9.290.113   | 20,6   | 10.415.810  | 23,1   |
| Zwitserland                                                                                 | 41.290     | 7.507.000   | 181,8  | 8.703.410   | 210,8  |
| Totaal                                                                                      | 10.180.000 | 830.364.178 | 81,6   | 847.866.488 | 83,3   |
| Bron 2022: Worldbank, Åland, Guernsey, Jersey, Man, Spitsbergen en Jan Mayen, Vaticaanstad. |            |             |        |             |        |